# Hydrobiosella anasina
Hydrobiosella anasina är en nattsländeart som beskrevs av Arturs Neboiss 1977. Hydrobiosella anasina ingår i släktet Hydrobiosella och familjen stengömmenattsländor. Inga underarter finns listade i Catalogue of Life.